# فرودگاه بین‌المللی چیلکا
فرودگاه بین‌المللی چیلکا (به انگلیسی: Chileka International Airport) یک فرودگاه همگانی با کد یاتا BLZ است که یک باند فرود آسفالت دارد و طول باند آن ۲۳۲۵ متر است. این فرودگاه در کشور مالاوی قرار دارد و در ارتفاع ۷۷۹ متری از سطح دریا واقع شده‌است.

## شرکت‌های هواپیمایی و مقصدهای پروازی

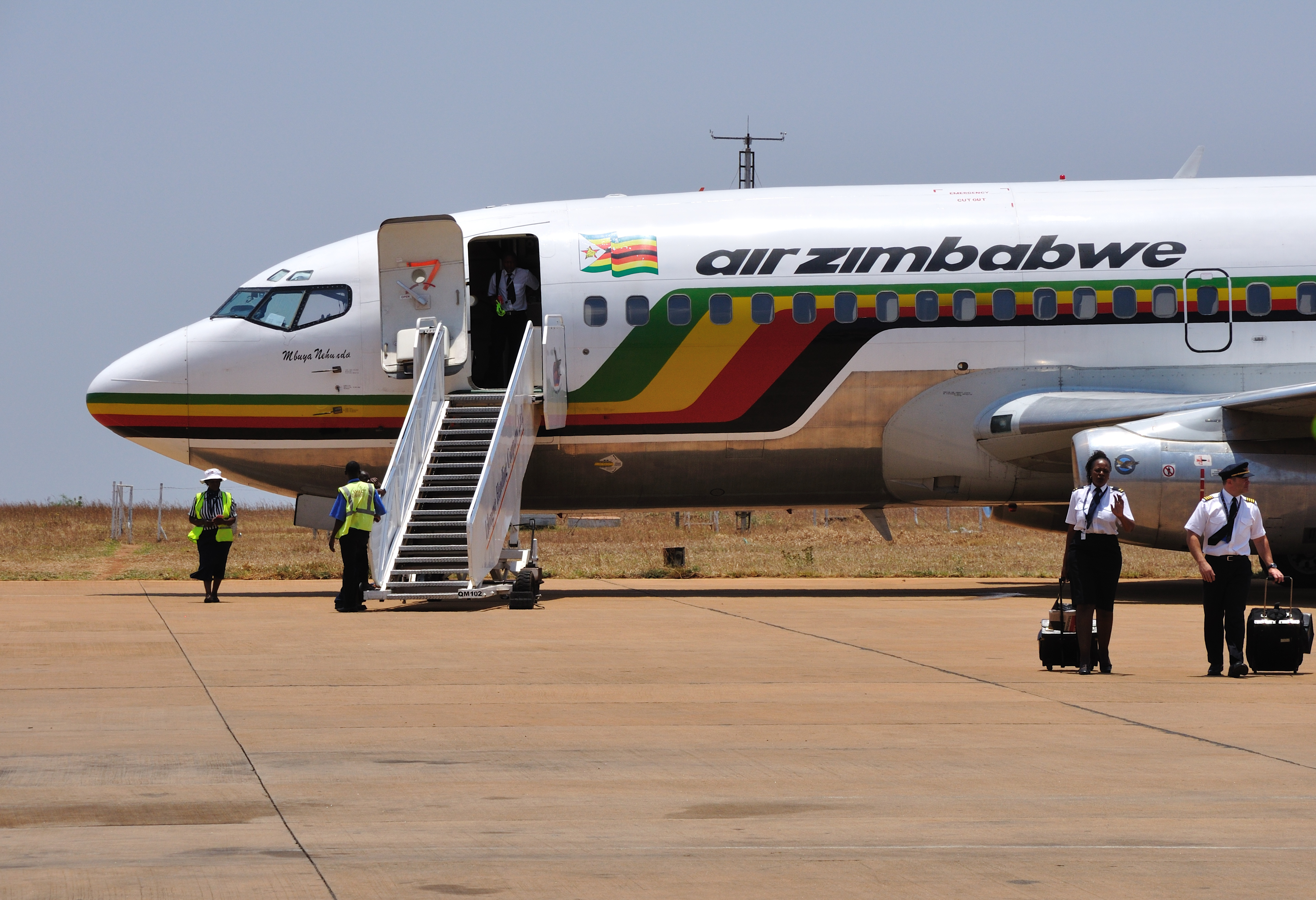
ایر زیمبابوه Boeing 737-200, Blantyre 2010

| شرکت‌های هواپیمایی       | مقصدهای پروازی                                     |
| ----------------------- | -------------------------------------------------- |
| هواپیمایی اتیوپی        | بوول، لیلونگوه                                     |
| کنیا ایرویز             | جومو کنیاتا                                        |
| Malawian Airlines       | ژولیوس نیرر، حراره، اولیور تامبو، لیلونگوه، لوساکا |
| هواپیمایی آفریقای جنوبی | اولیور تامبو                                       |